# 西南巴戟
西南巴戟（学名：Morinda scabrifolia），为茜草科巴戟天属下的一个植物种。